# 维京格·奥拉夫森
维京格·奥拉夫森（1984年2月14日—），冰岛钢琴家。
维京格曾与洛杉矶爱乐乐团、爱乐管弦乐团、明尼苏达管弦乐团、哥德堡交响乐团、底特律交响乐团、瑞典广播交响乐团等欧美著名的管弦乐团合作演出。其巴赫作品专辑获得2019年《BBC音乐杂志》年度专辑奖。以其菲利普·格拉斯钢琴作品专辑，被《纽约时报》称为“冰岛的格伦·古尔德”，被《留声机》称为“令人叹为观止的杰出钢琴家”。

## 生平
维京格生于冰岛雷克雅未克，从小随为钢琴教师的母亲学琴。后入纽约茱莉亚音乐学院，在杰尔姆·洛温塔尔和罗伯特·麦克唐纳（Robert McDonald）的指导下获得学士和硕士学位。他还曾师从安·沙因·卡利斯。
2011年，维京格在雷克雅未克的哈帕音乐厅开场音乐会中担任钢琴独奏，与阿什肯纳齐执棒下的冰岛交响乐团合作演出了格里格的钢琴协奏曲。
2016年，与德意志留声机唱片公司（DG）签约。
在2019–20乐季，维京格进行了亚当斯的《魔鬼必歌妙音耶？》在法国的首次演出，与法国广播爱乐乐团和荷兰广播爱乐乐团合作，均由作曲家本人指挥。同个乐季，奥拉夫森任柏林音乐厅驻场艺术家并举行了14场演出。
维京格首演了多位冰岛作曲家的钢琴协奏曲、独奏及室内乐等作品。他还与菲利普·格拉斯在雷克雅未克、哥德堡和伦敦合作演出，与比约克合作演出。还出现在冰岛电视节目《Átta raddir》中。

## 個人生活
维京格有绝对音高及联觉，借此他能将调性与色彩联系起来。据报道，他将f小调与蓝色、A大调与黄色、B大调与紫色联系在一起。

## 录音
- 2009 – Debut：含勃拉姆斯的七首幻想曲（Op.116）、16首圆舞曲，以及贝多芬的英雄变奏曲（Dirrindí[註 1]）
- 2011 – 肖邦-巴赫（Chopin-Bach）：含肖邦前奏曲，巴赫的两首帕蒂塔（Dirrindí）
- 2012 – 冬之旅（Winterreise）：含舒伯特的《冬之旅》，与克里斯廷·西格蒙德森（英语：Kristinn Sigmundsson）合作，发行了CD及DVD，获得2012年冰岛音乐奖（英语：Icelandic Music Awards）年度古典专辑
- 2017 - 《至暗时刻》电影原声带
- 2017 – 菲利普·格拉斯：钢琴作品（Philip Glass – Piano Works）（DG 479 691-8）
- 2018 – 约翰·塞巴斯蒂安·巴赫（Johann Sebastian Bach），获多个奖项，包括2019年《BBC音乐杂志》年度专辑奖[18]（DG 483 502-2）
- 2019 - 巴赫：作品与再创作（Bach: Works & Reworks）（DG 483 776-9）
- 2020 – 德彪西·拉莫（Debussy • Rameau）（DG 483 770-1）
- 2021 - Reflections（DG 483 922-2）
- 2021 - 莫扎特及其同时期作曲家（Mozart & Contemporaries）（DG 486 052-5）
- 2022 - 来自远方（From Afar）（DG 4861681）

## 奖项
- 2019年：留声机杂志年度艺术家[19]
- 2019年：Limelight杂志（英语：Limelight (magazine)）年度国际艺术家[20]
- 2022年：肖克奖音乐艺术奖[21]